# Захист Філідора
Захист Філідора — шаховий дебют, який починається ходами: 
1. e2-e4 e7-e5 
2. Kg1-f3 d7-d6.
Належить до відкритих початків.

## Історія
Дебют названий за ім'ям видатного французького шахіста XVIII століття Франсуа Філідора. Згідно зі своїм ученням про пішакові фаланги, Філідор вважав хід 2…Kc6 слабким, оскільки він заважає рухові пішака з поля с7. Сам він пов'язував хід 2…d6 з просуванням f7-f5. І, хоча надалі цей план було визнано сумнівним, знайшлися, інші варіанти, які дозволили дебюту витримати випробування часом. 
Сучасні майстри з шахів вважають захист Філідора міцним, хоча й дещо пасивним початком. Дебют нині у турнірній практиці застосовується рідко.

## Основні варіанти
- 3.Cf1-c4 — чорним простіше за все грати 3…Cc8-e6 4. Cc4:e6 f7:e6 5. d2-d4 e5:d4 6. Kf3:d4 Фd8-d7 з приблизно рівною позицією.[1]
- 3.d2-d4 — головне продовження
  - 3…Kb8-d7 — варіант М. Хенема
  - 3…Kg8-f6 — хід А. Німцовича
  - 3…e5:d4 — варіант зі здачею центру.
  - слабкий хід 3…Cc8-g4? і продовження 4. d4:e5 Cg4:f3 5. Фd1:f3 d6:e5 6. Cf1-c4 дають перевагу білим.

## Цікаві партії
Від даного дебюту можна прийти до мату Легаля, якщо продовжити 3. Cc4 Сg4 4.Kc3 Kc6 5.Kxe5 C:d1 6.Cxf7+ Kpe7 7.Kd5X